# Iberis tenoreana
Iberis tenoreana  es una especie de planta  perteneciente a la familia  Brassicaceae

## Descripción
Planta vivaz] y cespitosa, con varios tallos de 3-15 cm de altura. Hojas alternas, enteras o casi, oval-espatuladas y carnosas; las superiores más estrechas, linear-oblongas, casi dentado-festoneadas. Inflorescencias terminales corimbosas. Flores con 4 pétalos blancos o liláceos; los 2 externos claramente más largos que los internos. Fruto en silícula de 6 a 8 mm, rectangular, elíptica y alada, con lóbulos triangulares y una muesca profunda. Estilo patente. Semillas grandes y ásperas.Florece en primavera.

## Distribución y hábitat
En la península ibérica, especialmente en zonas rocosas de montaña.